# Fly (rivier)
De Fly is een rivier in Nieuw-Guinea. Het is op de Sepik na de langste rivier van het eiland.

## Loop van de rivier
De rivier ontspringt in het centrale bergland van Papoea-Nieuw-Guinea. In de bovenloop is het stroomgebied bedekt met regenwoud. Hier stroomt ook een belangrijke zijrivier, de Ok Tedi (op oude kaarten nog de Alice River genoemd) die ontspringt in het Sterrengebergte in Papoea (Indonesië). Bij de plaats Kiunga, ongeveer 30 meter boven de zeespiegel begint de 800 km lange benedenloop. Hier meandert de rivier door moerassig gebied en heeft een gering verval. De rivier vormt vaak enorme overstromingsvlakten omdat er in het gebied veel regen valt (4000 tot 12000 mm per jaar). Over enige kilometers lengte in het westelijke deel van de loop, vormt deze rivier de grens met Indonesië (het vroegere Nederlands-Nieuw-Guinea).
De Fly mondt uit in de Golf van Papoea via een 55 km breed estuarium. In deze rivierdelta ligt een groot aantal moerassige eilanden die begroeid zijn met mangrove.
In 1842 bevoeren de eerste Europeanen de rivier. De Britse marine-officier Francis Blackwood noemde de rivier naar het schip waarover hij het commando voerde, de Fly.

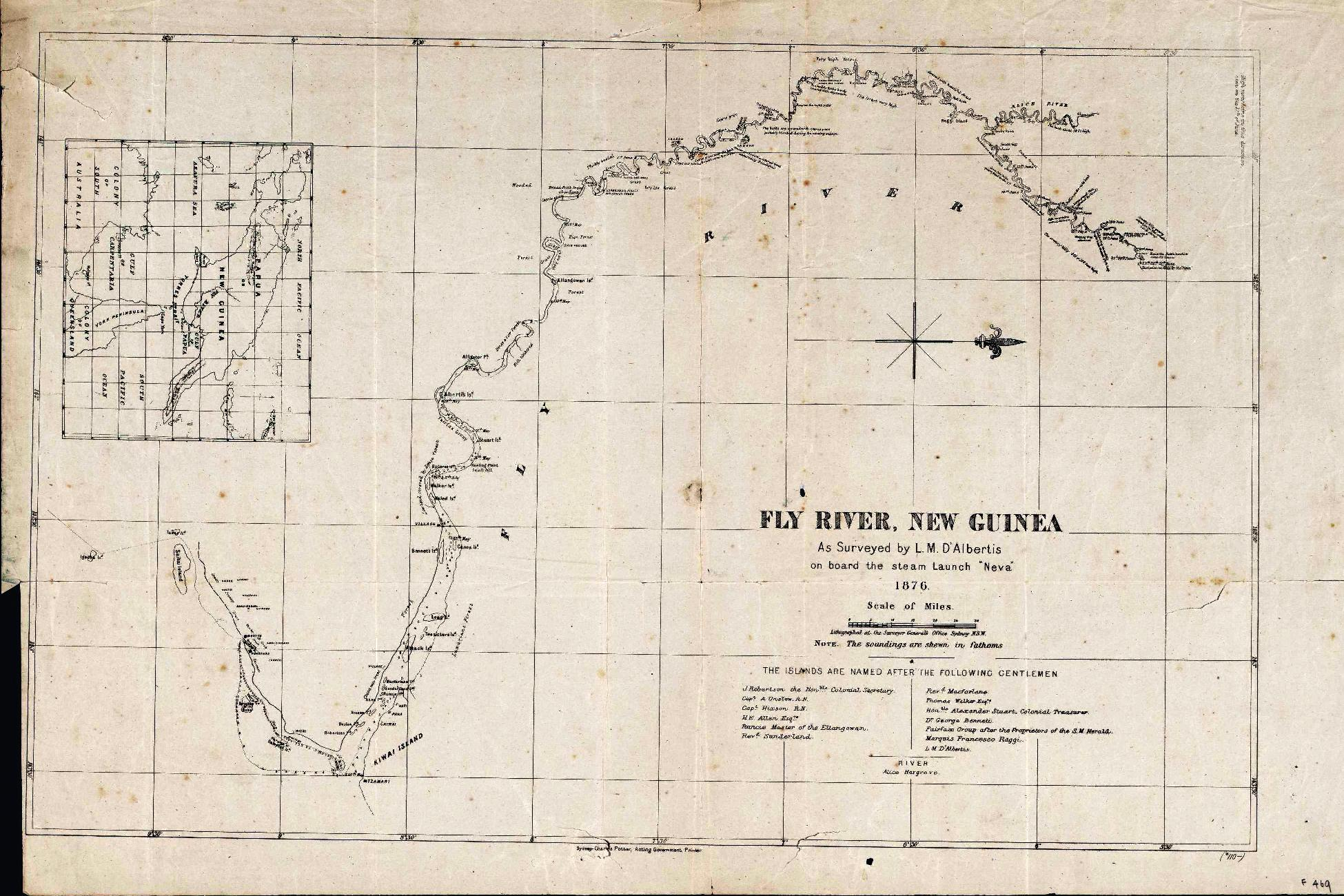
D'Albertis Kaart van de Fly uit 1876, met de zijrivier Alice River rechts bovenaan
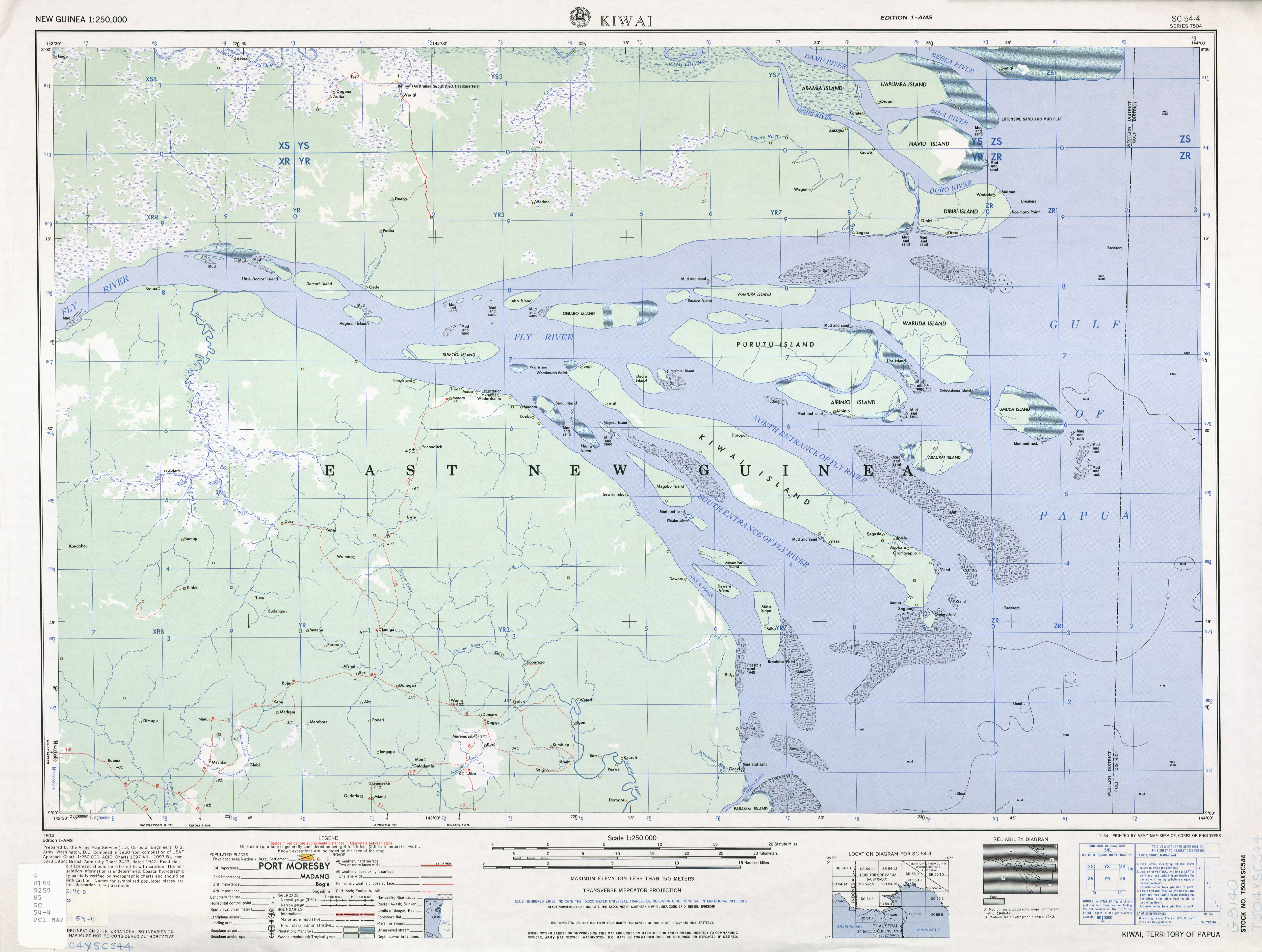
De delta van de Fly